# Cardioperla
Cardioperla is een geslacht van steenvliegen uit de familie Gripopterygidae. De wetenschappelijke naam van het geslacht is voor het eerst geldig gepubliceerd in 1971 door McLellan.

## Soorten
Cardioperla omvat de volgende soorten:
- Cardioperla edita Hynes, 1982
- Cardioperla falsa Hynes, 1982
- Cardioperla flindersi Hynes, 1982
- Cardioperla incerta Hynes, 1982
- Cardioperla lobata McLellan, 1971
- Cardioperla media Hynes, 1982
- Cardioperla nigrifrons (Kimmins, 1951)
- Cardioperla spinosa Hynes, 1982